# Taipalsaari
Taipalsaari [ˈtɑi̯pɑlsɑːri] ist eine Gemeinde im Osten Finnlands mit 4559 Einwohnern (Stand 31. Dezember 2022). Sie liegt in der Landschaft Südkarelien im Saimaa-Seengebiet 14 Kilometer nordwestlich der Stadt Lappeenranta.

## Lage und Geschichte
Der Saimaa-See spielt für Taipalsaari eine große Rolle. Über die Hälfte der Gemeindefläche besteht aus Wasser, die Seen im Gebiet von Taipalsaari haben insgesamt etwa 700 Inseln und die Gesamtlänge ihrer Ufer beträgt 1008 Kilometer. Früher bewegten sich die Einwohner der Gemeinde hauptsächlich mit dem Boot fort. An die Schifffahrt auf dem Saimaa-See erinnert das Dampfschiff im Wappen der Gemeinde. Heute ist Taipalsaari über eine landschaftlich reizvolle Dammstraße mit Lappeenranta verbunden. Daneben ist die Fischerei traditionell eine wichtige Erwerbsquelle in Taipalsaari gewesen, daher gilt Fischsuppe als eine örtliche Spezialität. Im Bereich der Gemeinde lebt auch eine Population der seltenen Saimaa-Ringelrobben. Vor allem im Sommer ist Taipalsaari mit seinen 3200 Ferienhäusern ein beliebter Ferienort.
Die Hälfte der erwerbstätigen Einwohner der Gemeinde arbeiten in Lappeenranta. Taipalsaari profitiert von der Nähe zu der Stadt: In der Gemeinde leben überdurchschnittlich viele Familien mit Kindern und die Einwohnerzahl steigt im Schnitt um 40 Personen pro Jahr.
Taipalsaari unterhält Städtepartnerschaften mit Kungsbacka in Schweden, Nannestad in Norwegen und Aalestrup in Dänemark.

## Ortschaften
Zu der Gemeinde gehören die Orte Ahokkala, Ampujala, Haikkaanlahti, Haikola, Halila, Heikkola, Herttuala, Illukansaari, Jauhiala, Kannus, Karhula, Karhunpää, Kattelussaari, Kilkinsaari, Kilpiänsaari, Kirkonkylä, Kirvesniemi, Kuhala, Kuikkala, Kurenlahti, Kurenniemi, Kurhila, Kutila, Kylänniemi, Laukniemi, Lehtola, Levänen, Liukkola, Merenlahti, Muukkola, Märkälä, Nieminen, Olkkola, Paakkola, Paarmala, Pakkala, Peltoinen, Pönniälä, Rehula, Reinikkala, Saikkola, Solkeinkylä, Telkkälä, Vainikkala, Viskarila und Vitsainen.

## Persönlichkeiten
- Der Biathlet Simo Halonen (* 1947) wurde in Taipalsaari geboren.